# Enrique Peris de Vargas
Enrique Peris de Vargas, né en 1885 à Barcelone et mort le 17 février 1953 dans la même ville, est un footballeur et athlète espagnol des années 1900 et 1910.

## Biographie
Enrique Peris de Vargas commence à jouer au SC Internacional en 1903.
En 1906, il rejoint le FC Barcelone où il reste jusqu'en 1917. Il commence à jouer comme milieu de terrain puis les dernières saisons au poste d'ailier gauche. Il est le premier joueur qui atteint les 200 matches officiels joués sous les couleurs du Barça. Il joue un total de 308 matches et marque 38 buts. Il remporte plusieurs titres dont la Coupe d'Espagne à trois reprises.
Enrique Peris de Vargas est aussi un athlète reconnu sur la distance de 100 mètres plats et du saut en longueur.
Il est aussi arbitre de football.
Il est ensuite trésorier et comptable du Collège catalan d'arbitres de 1924 à 1931 et membre du Collège national d'arbitres.

### Liens familiaux
Ses frères Joaquín, Agustín et Lizardo Peris de Vargas sont aussi des sportifs de renom.

## Palmarès
Avec le FC Barcelone :
- Vainqueur de la Coupe d'Espagne en 1910, 1911 et 1913
- Champion de Catalogne en 1909, 1910, 1911, 1913 et 1916
- Vainqueur de la Coupe des Pyrénées en 1910, 1911, 1912 et 1913